# 吳殿邦
吳殿邦（？—？），字爾達，號海日，廣東海阳人，明朝政治人物，进士出身。

## 生平
萬曆四十年（1612年）壬子科廣東鄉試第一名舉人。萬曆四十一年（1613年）登癸丑科进士，授浙江归安县知县，四十四年调永定县，四十七年升刑部山西司主事，天啓初任通政司右参议，被弹劾去职。天啓五年五月起復原职，仍以正五品服俸改补尚宝司司丞，十月升尚寶司卿，因私怨弹劾原任潮州府知府樊王家、巡按广东御史陈保泰，六年闰六月被福建道御史李灿然弹劾，被削籍为民。

## 家族
曾祖吴崇德。祖父吴信，冠带乡宾。父吴卜高，府庠生。